# Fuego sagrado
Fuego sagrado es una película en blanco y negro de Argentina dirigida por Ricardo Núñez Lissarrague según el guion de Nené Cascallar sobre su propio radioteatro que se estrenó el 11 de octubre de 1950 y que tuvo como protagonistas a Francisco de Paula, Diana Maggi, Diana de Córdoba y Carlos Lagrotta. 

## Sinopsis
Provoca problemas conyugales la ambición laboral de una mujer.

## Reparto
- Francisco de Paula como Horacio
- Diana Maggi como Estela
- Diana de Córdoba como Nora
- Carlos Lagrotta
- Otto Sirgo como Fidel
- Cristina Pall
- Vicky Astori
- Graciela Lezica
- Ilde Pirovano
- Carlos Belluci
- Nené Cascallar …Voz en off
- Warly Ceriani

## Comentarios
La crónica de La Prensa consideraba que el filme carecía de atractivos cinematográficos y Manrupe y Portela opinan:

”Desactualizada, tendenciosa e insalvable película radioteatral que pone a la protagonista en una disyuntiva: el trabajo (como modelo en este caso) o el fuego sagrado del hogar”